# Delusa
Delusa è una canzone di Vasco Rossi scritta insieme a Tullio Ferro e inserita nell'album Gli spari sopra il 6 febbraio 1993. Il brano fu pubblicato come singolo abbinato a Gli spari sopra.

## Descrizione
Bersaglio della canzone era il prototipo della protagonista della trasmissione Non è la Rai, in cui cento ragazze, perlopiù adolescenti, si esibivano ballando e cantando in playback, andata in onda nel periodo in cui uscì l'album Gli spari sopra. Nella canzone è espressamente citato lo stesso regista della trasmissione, Gianni Boncompagni, cui vengono sottintese pratiche non cristalline nei confronti delle ragazze. In risposta alla canzone, Gianni Boncompagni scrisse per la terza edizione di Non è la Rai una nuova sigla dal titolo Affatto deluse che fece cantare alle ragazze. Inoltre, all'interno del programma, Ambra Angiolini interpretò una cover di Delusa, doppiata dalla vocalist Alessia Marinangeli, inclusa quindi nella compilation Non è la Rai sTREnna, pubblicata nel dicembre 1993.

## Tracce
CD singolo
1. Gli Spari Sopra (Celebrate) - 3:32
2. Delusa (Rock Party Mix) - 4:38
3. Se è vero o no - 4:09
4. L'uomo che hai di fronte (B Mix) - 6:19

CD U.s.u.r.a. Remix
1. Gli Spari Sopra (Hard Attack Mix) - 5:25
2. Delusa (Mode Mix) - 5:41
3. Delusa (Club Mix) - 5:05

## Formazione
- Vasco Rossi - voce
- Claudio Golinelli - basso
- Gregg Bissonette - batteria
- Daniele Tedeschi - batteria addizionale
- Stephen Hart - chitarra
- Luca Testoni - chitarra addizionale
- Paulinho Da Costa - percussioni
- Ernesto Vitolo - tastiere
- Nando Bonini - cori
- Silvio Pozzoli - cori
- Clara Moroni - cori

## Classifiche
| Classifica (1993) | Posizione massima |
| ----------------- | ----------------- |
| Italia            | 9                 |